# Mapatge de reverberació
El mapatge de reverberació o mapa de reverberació és un mètode estadístic utilitzat en astrofísica preferentment per a l'anàlisi de la velocitat del disc gasós al voltant d'un objecte compacte supermassiu. La tècnica s'usa per mesurar la mida de la regió d'emissió de línia ampla i la massa del suposat forat negre central en un nucli galàctic actiu.
Els mesuraments directes de Doppler dels màsers aquosos del voltant del nucli galàctic de les galàxies properes han revelat un moviment Kleperià molt ràpid, només possible amb una alta concentració de matèria al centre. Normalment, els únics objectes que poden agrupar prou matèria en tan poc espai són els forats negres, o algun objecte que pugui evolucionar en forat negre en un període astrofísic curt. Per a les galàxies actives llunyanes, l'amplada de banda de la línia espectral ampla es pot usar per investigar el gas que orbita prop de l'horitzó d'esdeveniments. La tècnica del mapatge de reverberació usa la variabilitat d'aquestes línies per a mesurar la massa, i potser la rotació del possible forat negre supermassiu que proporciona l'energia al motor de la galàxia activa.